# Durandal-Klasse
Die vier Boote der Durandal-Klasse wurden 1900 und 1901 als erste Torpedobootszerstörer an die französische Marine geliefert. Insgesamt erhielt die französische Marine 55 ähnliche Boote, die als 300-Tonner bezeichnet wurden.
Von den vier Booten der Durandal-Klasse ging die Espingole am 4. Februar 1903 auf der Reede von Hyères nach Auflaufen auf einen Felsen in der Nähe von Cape Lardier verloren. Die anderen drei überstanden den Ersten Weltkrieg an verschiedenen Fronten und schieden in den Jahren 1919 bis 1921 aus der Flotte aus.

## Baugeschichte
Die in den Jahren 1896 bis 1901 bei der Werft Chantier Augustin Normand in Le Havre für die französische Marine gebauten vier Boote der Durandal-Klasse gelten als die ersten französischen Zerstörer. Sie waren etwa 1/3 größer als die bis dahin bestellten Torpedoboote der Flotte. Sie verdrängten 296 t, waren 57,61 m lang, 6,33 m breit und hatten 3,2 m Tiefgang. Zwei kohlegefeuerte Dampfkessel Typ Normand trieben zwei Dreifach-Expansionsmaschinen an, die 4800 PS erzeugten und den Booten eine Geschwindigkeit von 26 Knoten gaben. Die Maschinen standen hintereinander und hatten den zugehörigen Kesselraum vor oder hinter sich, was zu dem weiten Abstand der Schornsteine führte. Die vordere Maschine wirkte auf die rechte Schraube, die hintere auf die linke. Sie hatten eine Bewaffnung von einer relativ hoch verbauten 65-mm-L/50-Kanone, die vom Seewasser wenig beeinträchtigt wurde, aber leichter als die von anderen Marinen verwendeten Geschütze von bis zu 76 mm war. Dazu kamen seitlich sechs halbautomatische 47-mm-Hotchkiss-L/50-Schnellfeuerkanonen und zwei 380-mm-Torpedorohre auf Drehkränzen zwischen den Schornsteinen bzw. hinter dem hinteren Schornstein. Der Zielbereich beider Rohre war dadurch recht beschränkt. Vor dem Weltkrieg wurden die Torpedorohre durch 450-mm-Rohre ersetzt. Die Besatzung bestand aus 52 Mann.

Die Boote ähnelten den beiden 1893 bei Yarrow gebauten britischen Zerstörern der Havock-Klasse. Der Rumpf und insbesondere der Bug war stark eingerundet wie ein Schildkrötrücken, eine damals typische französische Kriegsschiffbauart. Sie waren in zwei Paaren bestellt worden: erst im August 1896 die Durandal und Hallebarde, dann 1897 Espingole und Fauconneau. Die Namen stammten von historischen Infanteriewaffen: "Durandal" (Durendal, das legendäre Schwert des Roland), „Hallebarde“ (Hellebarde), „Fauconneau“ (Falkonett) und „Espingole“ (Donnerbüchse).

## Einsatzgeschichte

### Durandal
Das Typschiff Durandal lief am 11. Februar 1899 vom Stapel, am 11. März begannen die ersten Versuchsfahrten vor Havre und dann ab April vor Cherbourg. Bei den Abnahmetests erreichte sie 27,42 kn. Im Juli 1899 nahm sie als erstes Boot der Klasse den Dienst in der Flotte bei der escadre du Nord auf und gehörte bis Februar 1903 zur Atlantikflotte. 1904 wurde sie Bereitschaftsboot in Dünkirchen auch für Unterseeboote. 1913 wurde sie der 2. Flottille von Torpedo- und Unterseebooten in Calais zugewiesen, die dem 2. Leichten Geschwader unterstand.
Nach der Mobilmachung wurde die Durandal Divisionsboot der vorgenannten 2. Flottille in Calais innerhalb des 2. Leichten Geschwaders mit Hauptquartier in Cherbourg. Sie wurde zur U-Boot-Jagd eingesetzt und verblieb während des Krieges im Kanal zuletzt in der für die Normandie zuständigen Flottille.
Am 12. Oktober 1914 entdeckte sie ein Sehrohr drei Meilen nördlich von Cap Gris-Nez, das U-Boot (vermutlich U 20) wurde mit drei Booten bis zum Abend vergeblich gesucht. 1915 bis 1916 war Dünkirchen Basis der Durandal, die am 10. Juni 1915 mit einem britischen Frachter kollidierte. Am 7. April 1919 wurde die Durandal aus dem Bestand der Flotte gestrichen und am 22. Februar 1921 zum Abbruch nach Cherbourg verkauft.

### Hallebarde
Die Hallebarde lief am 8. Juni 1899 vom Stapel, wurde vor Cherbourg getestet, wo sie 27,20 kn erreichte und kam im August 1899 in den Dienst der Flotte. Im Oktober 1899 verlegte sie zur Mittelmeerflotte nach Toulon. Am 4. Februar 1903 rettete sie die Besatzung des Schwesterbootes Espingole, das sank, nachdem es einen Felsen bei Kap Lardier gerammt hatte. In den Jahren 1904 bis 1912 war die Hallebarde meist in der Reserve in Toulon.
1913 wurde sie Divisionsschiff der 1. Unterseeboots-Escadrille.

Im Weltkrieg begleitete sie U-Boote zwischen der Adria, Malta und Bizerta. 1918 kam sie zur 8. Zerstörer-Escadrille vor der Provence.
Am 4. März 1920 wurde die Hallebarde gestrichen und am 20. April 1921 zum Abbruch nach Rochefort verkauft.

### Fauconneau
Die Fauconneau lief am 2. April 1900 vom Stapel. Bei den Tests vor Cherbourg erreichte sie 27,14 kn und wurde schon im Juli bei der escadre du Nord in den Flottendienst genommen. Ab Juli 1903 war sie in Brest stationiert, wo in den Jahren 1911 und 1912 auch ihre Kessel ausgetauscht wurden.
Im November 1912 wurde sie Divisionschiff der 1. Unterseeboots-Escadrille in Cherbourg.
Nach dem Kriegsausbruch verlegte sie im September 1914 nach Portsmouth, um zur Vereinheitlichung der Alliierten Abwehr im Kanal beizutragen, wo sie bis zum Juni 1915 verblieb. Dann verlegte sie ins Mittelmeer. Der erste Einsatz erfolgte vor der syrischen Küste. 1916 wurde sie dann nach Brindisi verlegt. Im Juni begleitete sie die Unterseeboote Cugnot, Archimède, Papin und Gay-Lussac nach Argostoli, danach nahm sie den Dienst bei der 10. Zerstörer-Escadre in Saloniki auf und stieß auch von dort bis zur syrischen Küste vor. Nach dem Kriegsschluss verlegte die Fauconneau nach Rochefort.
Am 15. Januar 1921 wurde sie gestrichen und am 1. Juni zum Abbruch nach Rochefort verkauft.

### Espingole
Die Espingole lief am 28. Juni 1900 vom Stapel, erreichte bei Tests 27,25 kn und wurde nach den Tests vor Cherbourg im Dezember 1900 ins Mittelmeer verlegt. Die Espingole lief am 4. Februar 1903 auf der Reede von Hyères auf einen Felsen in der Nähe von Cape Lardier auf. Die Besatzung wurde vom Schwesterboot Hallebarde aufgenommen. Zwei Wochen lang versuchte man erfolglos, das Boot wieder freizubekommen. Am 16. September 1903 wurde das Boot schließlich aufgegeben und gestrichen.

## Die übrigen französischen 300-t-Zerstörer

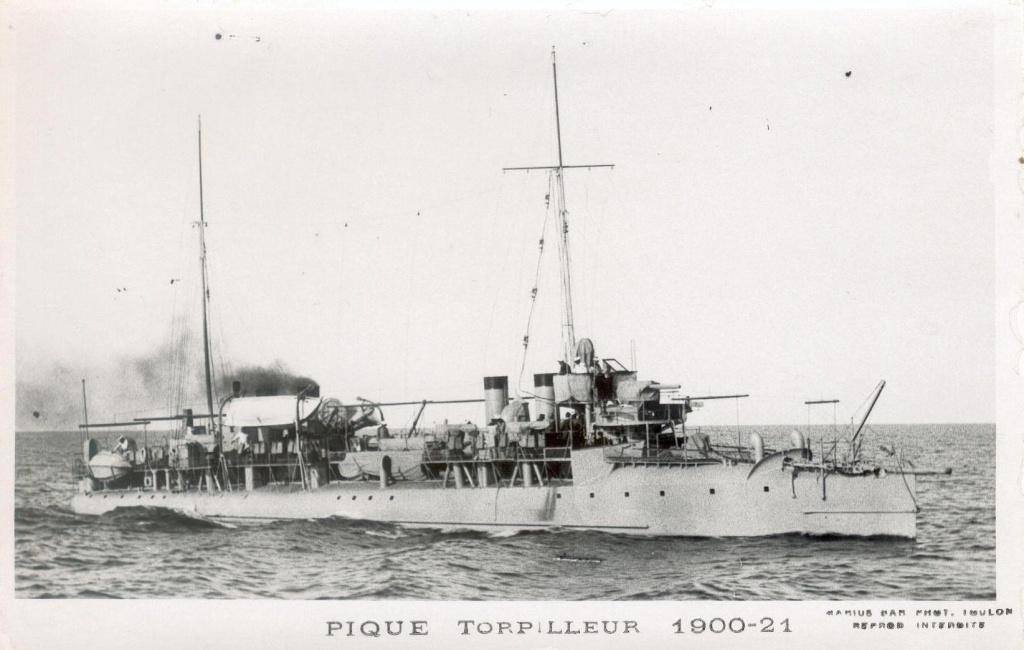
Pique der Framée-Klasse

Die französische Marine erhielt nach der Durandal-Klasse noch weitere 51 ähnliche Zerstörer.
Die erste Folgeserie waren vier von 1897 bis 1901 gebaute Zerstörer der Framée-Klasse die bei Ateliers et Chantiers de la Loire in Nantes und bei Forges et Chantiers de la Méditerranée in Graville bei Le Havre gebaut wurden. Äußerlich unterschieden sie sich von den Vorgängern durch vier Schornsteine, die bei diesen Booten paarweise weit auseinander standen. Die Framée sank in der Nacht auf den 11. August 1900 nach Kollision mit dem Linienschiff Brennus nahe Cap St.Vincent, 45 Seeleute konnten nicht gerettet werden. Die Yatagan ging in der Nacht zum 3. November 1916 vor Dieppe nach Zusammenstoß mit dem britischen Frachter Teviot verloren. Pique und Epée verlegten 1901 in das Mittelmeer. Die Epée wurde von April 1914 bis Oktober 1915 wieder im Kanal als Führerboot für Unterseeboote eingesetzt, ehe sie erneut ins Mittelmeer verlegte. Pique und Epée erledigten bis zum Kriegsende verschiedenste Aufgaben im Mittelmeer und wurde 1921 in Toulon zum Abbruch verkauft

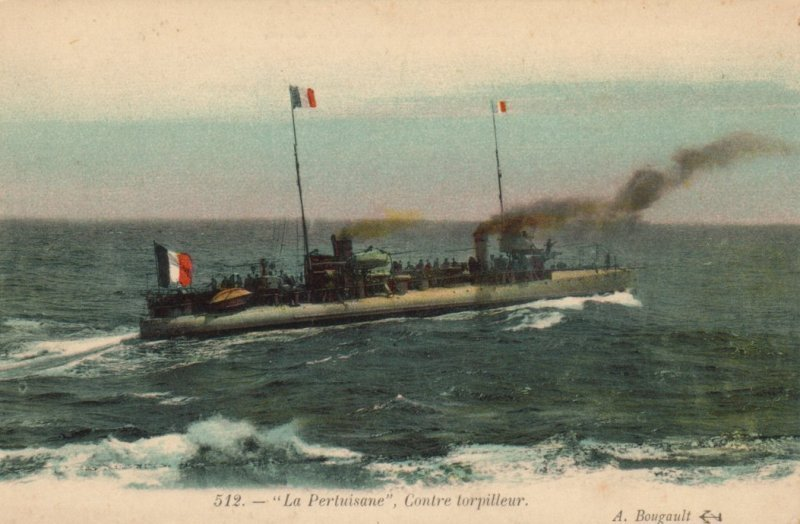
Pertuisane der Rochefortais-Klasse

Die folgenden vier Boote Pertuisane, Escopette, Flamberge und Rapière wurden nach der Bauwerft als Rochefortais-Klasse bezeichnet. Sie wurden von 1899 bis 1902 auf der Staatlichen Werft (Arsenal) in Rochefort als Zweischornsteinschiffe gebaut. Pertuisane diente von Oktober 1902 bis zum Februar 1914, Rapière vom März 1903 bis zum September 1905 und vom Januar 1913 bis zum Kriegsende, Flamberge ab 1915 im Mittelmeer. Rapière wurde zudem vom Oktober 1905 bis Mitte 1907 in Indochina eingesetzt. Die immer am Kanal eingesetzte Escopette erlitt am 16. Januar 1915 die Explosion eines Torpedos im Heckrohr und im Oktober 1916 eine Kollision, deren massiver Schaden nicht mehr repariert wurde. Zwischen 1920 und 1923 wurden die Boote gestrichen und bis 1928 zum Abbruch verkauft.
Die nächste Bauserie waren die zwanzig von 1900 bis 1904 gebauten Zerstörern der Arquebuse-Klasse von den Werften Rochefort (4:Carabine, Sarbacane, Francisque, Sabre), Normand (2:Arquebuse, Arbalète), Nantes (4:Mousquet, Javeline, Pistolet, Bélier), FCM Le Havre (4:Sagaie, Epieu, Catapulte, Bombarde), Forges et Chantiers de la Gironde, Bordeaux (2:Harpon, Fronde), Ateliers et Chantiers de Penhoët, Rouen (2:Dard, Baliste), Etablissements Schneider, Chalon-sur-Saône (2:Mousqueton, Arc).

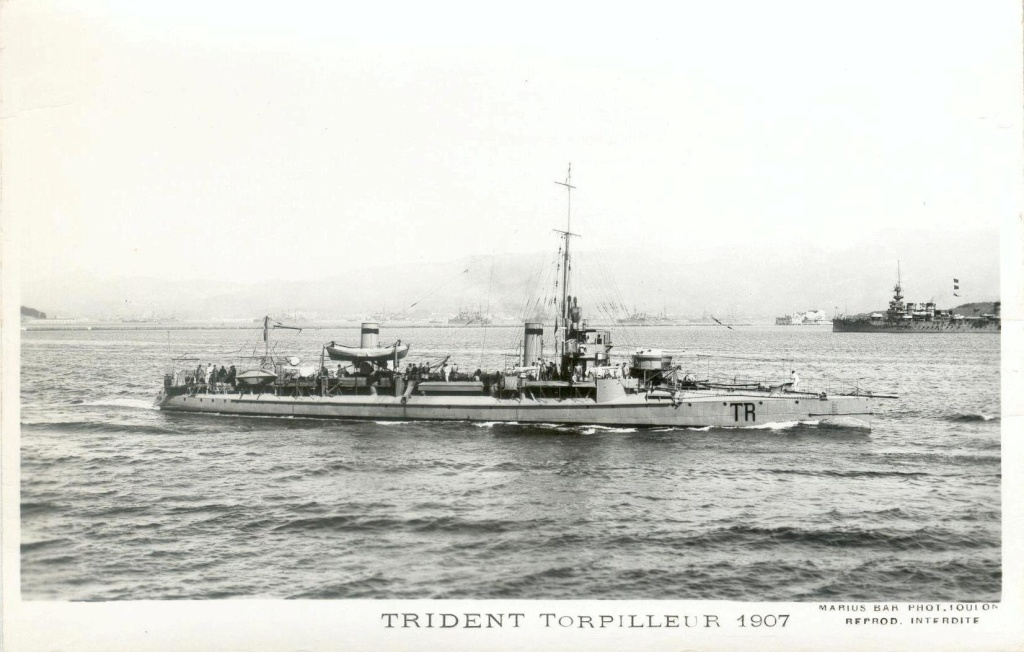
Trident der Claymore-Klasse

Die folgende Claymore-Klasse bestand aus den dreizehn Zerstörern Stylet, Tromblon, Pierrier, Obusier, Mortier, Claymore, Carquois, Trident, Fleuret, Coutelas, Cognée, Hache uncd Massue, die die französische Marine zwischen Juni 1906 und November 1909 erhielt, erstmals mit 45-cm-Torpedorohre ausrüstete und im Ersten Weltkrieg einsetzte. Neun Boote wurden vom Arsenal Rochefort, nur die Claymore bei Normand und die drei letzten Boote im Arsenal von Toulon gebaut. Alle Boote überlebten den Weltkrieg und wurden ab 1920 bis November 1931 gestrichen. Die fünf nach 1921 verbliebenen Boote dienten meist am Schulen.

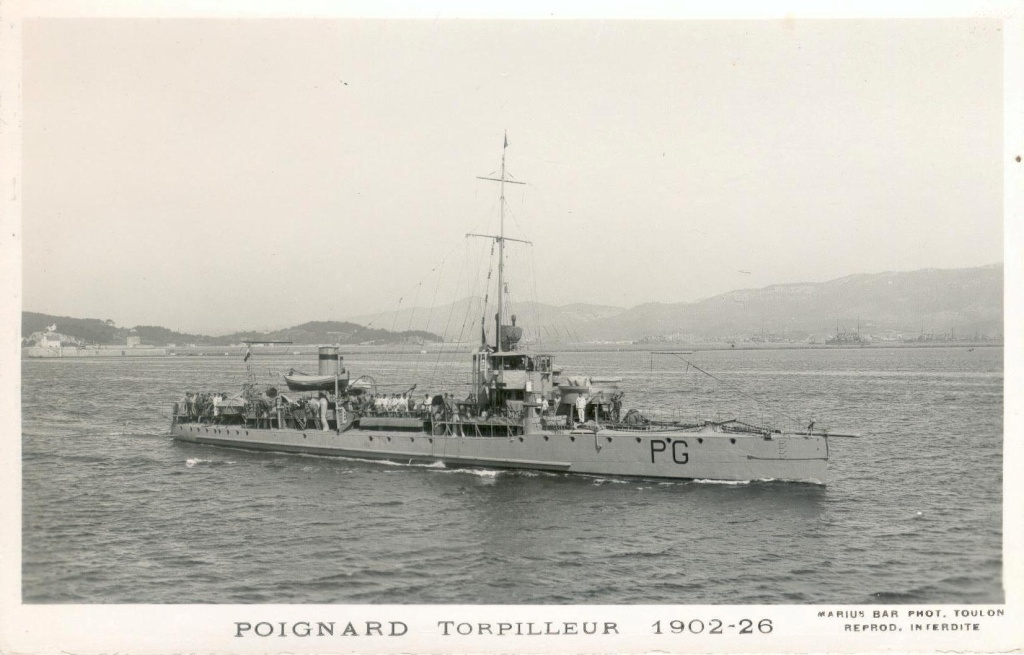
Poignard der Branlebas-Klasse

Die folgende Branlebas-Klasse schloss mit zehn weiteren Zerstörern (Glaive, Poignard, Sabretache, Oriflamme, Étendard, Fanion, Sape, Gabion, Branlebas und Fanfare), die zwischen Juli 1908 uns November 1910 paarweise auf fünf Werften fertiggestellt wurden, den Bau der sogenannten 300-Tonner ab. Branle-bas und Étendard gingen während des Krieges verloren. Ab 1921 wurden die Boote gestrichen und zum Abbruch verkauft. Letztes Boot im Dienst war die als vorletztes Boot in den Dienst gekommene Glaive, die seit 1918 bei der Mechanikerschule in Brest in Dienst war und erst im Februar 1932 gestrichen und dann vor Jahresende verkauft wurde.
Darüber hinaus entstanden noch Zerstörer vom 300-t-Typ für den Export auf den französischen Werften. Fünf Boote mit zwei Schornsteinpaaren wurden für die Kaiserlich Russische Marine als Forel-Klasse 1898 bis 1902 für den Einsatz im Fernen Osten gebaut. Vier weitere wurden 1907 an die türkische Marine als Samsun-Klasse geliefert.